# NGC 5527
NGC 5527 је спирална галаксија у сазвежђу Волар која се налази на NGC листи објеката дубоког неба.
Деклинација објекта је + 36° 24' 16" а ректасцензија 14h 14m 27,2s. Привидна величина (магнитуда) објекта NGC 5527 износи 14,4 а фотографска магнитуда 15,2. NGC 5527 је још познат и под ознакама MCG 6-31-81, CGCG 191-67, KUG 1412+366, PGC 50868.